# 앤디 매케이
앤드루 매케이(영어: Andrew Mackay, 1946년 7월 23일 ~ )는 영국의 음악가로, 아트 록 그룹 록시 뮤직의 창립 멤버이자 오보에와 색소폰 연주자로 가장 잘 알려져 있다.
그는 음악 교육에도 힘썼으며 텔레비전용 음악을 작곡하기도 하였다. 또한 세션 음악가으로서 음악 산업에서 가장 주목받고 인지도가 높은 여러 아티스트들과 함께 작업한 경력이 있다.

## 생애
매케이는 1946년 7월 23일, 잉글랜드 콘월주 로스트위젤에서 태어났으며, 런던 중심부에서 자랐다. 그는 웨스트민스터 시티 스쿨에 다니면서 세인트 마거릿 교회의 합창단원으로 활동했다. 클래식 목관악기 연주자로,  교육받은 그는 레딩 대학교에서 음악과 영문학을 전공했다. 대학 시절에는 노바 익스프레스라는 밴드에서 활동했으며, 이후 록시 뮤직의 홍보 담당자가 될 사이먼 팍슬리와 함께 퍼포먼스 아트 그룹 선샤인의 일원으로 활동했다. 또한 윈체스터 미술 대학생이던 브라이언 이노와 우정을 쌓았다.

## 경력

### 록시 뮤직
1971년 1월, 매케이는 가수 브라이언 페리가 《멜로디 메이커》에 낸 광고에 응답하여 1970년 11월에 결성된 아트 록 밴드 록시 뮤직의 멤버가 되었다. 그는 곧 브라이언 이노를 영입하여 "신시사이저와 테이프"를 담당하게 했다. E.G. 레코드와 계약하기 전까지 매케이는 생계를 위해 홀랜드 파크 스쿨에서 전일제로, 비숍 토마스 그랜트 가톨릭 종합학교에서 시간제로 음악을 가르쳤다. 초기에는 기타리스트 데이비드 오리스트 (나이스 출신)가 밴드에 있었으나, 1972년 2월, 첫 음반 녹음 직전에 필 만자네라로 교체되었다. 드러머 폴 톰슨이 밴드 라인업을 완성했다.
매케이는 록시 뮤직에서 오보에와 색소폰을 연주했으며, 특히 색소폰 솔로 중 척 베리에서 영감을 받은 덕워크 춤으로 유명해졌다. 이는 거칠고 역동적인 곡 〈Editions of You〉에서 두드러졌다. 뚜렷한 퀴프 머리와 《스타 트렉》 스타일의 구레나룻, 그리고 독특한 모타운 스타일의 무대 의상으로 매케이는 1950년대 로큰롤 공연자들을 회상시키는 레트로 퓨처리즘적 요소를 담은 록시 뮤직만의 독특한 룩에 중요한 역할을 했다.
그가 록시 뮤직을 위해 작곡한 곡으로는 1975년과 1979년에 각각 톱 5 히트를 기록한 〈Love Is the Drug〉과 〈Angel Eyes〉가 있으며, 이 외에도 〈A Song for Europe〉, 〈Three and Nine〉, 〈Bitter-Sweet〉, 〈Sentimental Fool〉, 〈While My Heart is Still Beating〉, 〈Tara〉 그리고 초기 실험적인 B사이드 곡인 〈The Numberer〉와 〈The Pride and the Pain〉 등이 있다.

## 음반 목록

### 솔로
- In Search of Eddie Riff (1974)
- Resolving Contradictions (1978)
- Music for the Senses (2004)
- London! New York! Paris! Rome! (with the Metaphors) (2009)
- 3Psalms (2018)